# باب الشمس (رواية)
باب الشمس هي رواية للأديب اللبناني إلياس خوري. صدرت عام 1998، عن دار الآداب في بيروت.
تُعد واحدة من أبرز الروايات العربية التي تعيد قراءة تاريخ القضية الفلسطينية من خلال سرد متداخل للحكايات الشخصية التي تشكل فسيفساء درامية لأحداث النكبة الفلسطينية وتداعياتها المستمرة. هي سرد ملحمي يعيد إنتاج المأساة الفلسطينية عبر الشخصيات والأحداث الرمزية، حيث تتحول الحكايات الصغيرة إلى سردية كبرى تعكس واقع الفلسطينيين في ظل الاحتلال واللجوء. إن الرواية تطرح سؤالًا جوهريًا حول معنى البقاء والمقاومة في وجه القهر التاريخي، مما يجعلها واحدة من أكثر الروايات تأثيرًا في الأدب العربي الحديث.

## الحبكة والسرد
تتبنّى الرواية أسلوبًا سرديًا متشابكًا يُشبه بنية "ألف ليلة وليلة"، حيث تتوالد الحكايات من بعضها البعض في حبكة دائرية تنتهي بلقاء الراوي بمن يروي له وعنه. الراوي هنا ليس مجرد ناقل للأحداث، بل هو جزء لا يتجزأ من الحكاية نفسها، فهو يروي للآخر كما يروي لنفسه، في توازٍ مع شهرزاد التي تسرد حكاياتها لشهريار، بينما يراودها السؤال عن مصيرها بعد انتهاء القصص وتحول الموت إلى واقع محتوم.
تنبثق داخل الرواية محاور سردية ذات دلالات عميقة، تُبرز أهمية الحكاية في تشكيل الواقع، حيث يُستدعى السرد كوسيلة للبناء والتذكر: «الناس يجلسون حول الأجهزة، ويتذكرون ويروون. يحكون ما لا يرونه، ويبنون بلادًا من صور البلاد». هنا، تتجلى العلاقة بين الذاكرة بوصفها مخزنًا للأحداث، وبين الرواية كأداة لتوثيق التاريخ. وفي هذا السياق، يعترف إلياس خوري في حديثه مع بلال فضل بأنه يقف مع الفلسطينيين وليس مع فلسطين، وهو تصريح قد يبدو صادمًا، لكنه يكشف عن أزمة عميقة في الوعي العربي بالقضية، حيث تتحول "فلسطين" إلى شعار يُستغل سياسيًا، بينما يُهمل الإنسان الفلسطيني. الأهم في هذه الرؤية هو إدراك الإنسان لدوره في إحياء المكان، وربط الذاكرة بالتاريخ كجسر لاستعادة الأمكنة المنسية.
تتطرق الرواية أيضًا إلى فكرة النسيان وتجزئة المكان، مسلطة الضوء على أهمية الوعي الشامل بالوطن، إذ أن غياب هذا الوعي يؤدي إلى فقدانه: «فلسطين كانت المدن، حيفا ويافا والقدس وعكا. هناك كنا نشعر بشيء اسمه فلسطين». هذا الطرح يثير التساؤل حول دور المدينة في تشكيل الوطن، حيث تصبح المدينة وعاءً للهوية، لكن الوطن لا يُختزل فيها وحدها، بل يمتد ليشمل الأرض والقرية، باعتبارها الرابط الأساسي بين الإنسان والمكان. فالقرية ليست مجرد فضاء ريفي، بل هي حاضنة الوعي الجماعي، وعندما تُهمَل وتُختزل في بعدها القروي فقط، تفقد أهميتها في تشكيل الهوية.
الرواية إذًا تُعيد طرح إشكالية فقدان الوطن عبر صدمة الاستعمار، التي جعلت الفلسطينيين يدركون معنى الوطن فقط بعد خسارته: «الحقيقة أن الذين احتلوا فلسطين جعلونا نكتشف الوطن حين فقدناه». لهذا، يسرد خوري قصة سميح في خاتمة "باب الشمس"، حيث يقول: «قال إننا لا نعرف تاريخنا، وأنه يجب جمع حكايات كل قرية كي تبقى القرى حية في ذاكرتنا». بهذا، تصبح الرواية شهادةً على أهمية الحكاية في الحفاظ على الذاكرة الجماعية، وربط الإنسان بجذوره المكانية والتاريخية.
تتشابك الحكايات في الرواية وتتداخل لتسلط الضوء على تجارب مختلفة للفلسطينيين، حيث تمثل مغارة "باب الشمس" رمزًا للبقاء والمقاومة، بينما تجسد شخصية يونس الأسدي حكاية المتسللين الفلسطينيين الذين كانوا يحاولون العودة إلى وطنهم بعد النكبة عام 1948. من خلال شخصياته، يسلط خوري الضوء على الأبعاد المختلفة للمأساة الفلسطينية، من خلال استحضار أحداث مثل المذابح والنكبة واللجوء.

## الموت في الرواية
تغمر السوداوية رواية باب الشمس، حيث يُشكّل الموت عنصرًا أساسيًا يعيد قراءة نكبة فلسطين من خلال شهادات حية عن المجازر والدمار. يسرد الكاتب تفاصيل عمليات الإعدام الجماعي والمذابح التي ارتكبتها العصابات الصهيونية عام 1948، مثل مذبحة عين الزيتون، حيث تم تفجير القرية وإعدام أهلها، ومذبحة شعب التي راح ضحيتها عشرات الشيوخ في "مذبحة الوحل"، إلى جانب جرائم الاحتلال في البروة، الكويكات، صفورية، الغابسية، وطيطبا، حيث تم قصف القرى، إعدام المدنيين، ودفنهم في مقابر جماعية.
لا يقتصر الموت على الداخل الفلسطيني، بل يلاحق اللاجئين في الشتات، كما يتجلى في مجازر تل الزعتر، صبرا وشاتيلا، والحصار المميت على المخيمات، حيث سُحقت العائلات ودُفنت الأجساد تحت الأنقاض أو في مقابر جماعية. الموت هنا ليس مجرد حدث، بل مصير حتمي يلاحق الفلسطيني، في الأرض والمنفى، ليجعل من باب الشمس شهادة أدبية مروعة على مأساة مستمرة.

## الشخصيات المحورية
الرواية تدور حول يونس الأسدي، المناضل الفلسطيني الذي يلجأ إلى لبنان بينما تبقى زوجته نهيلة في فلسطين. يونس لم يستطع ترك كل شيء خلفه، فكان يتسلل عبر الحدود بين لبنان والجليل الفلسطيني، لملاقاة زوجته في مغارة سماها "باب الشمس"، حيث أنجب منها عددًا كبيرًا من الأبناء، محافظًا على صلة الوصل بين اللاجئين الفلسطينيين وأولئك الذين بقوا داخل وطنهم.
الرواية تستعرض الشخصيات من خلال حديث الدكتور خليل بأسلوب "المونولوج الطويل"، حيث ينتقل بين السرد الشخصي ورواية الأحداث التي عاشها أو سمع عنها، مما يعكس عمق المأساة الفلسطينية عبر شخصيات متعددة تمثل حلقات مختلفة من هذا الجرح المستمر.
من الشخصيات المحورية في رواية "باب الشمس" كما وردت في النص:
- يونس أبو سالم: مقاوم فلسطيني شارك في الثورة الفلسطينية عام 1936.أسس مع رفاقه استحكامات للدفاع عن قرى الجليل، لكنه اضطر للانسحاب إلى سوريا بسبب الهزيمة الكبرى،بقيت عائلته في الجليل، مما جعله يقوم برحلات خطرة عبر الحدود للقاء زوجته نهيلة في كهف أصبح يُعرف بـ"باب الشمس". أصبح قائدًا بارزًا في حركة فتح، يتمتع بشخصية قوية وكاريزما عالية.
- الدكتور خليل: نشأ في المخيم بعد مقتل والده على يد المخابرات اللبنانية وفرار والدته إلى عمان، تربى مع جدته شاهينة، وانضم لاحقًا إلى حركة فتح ضمن حلقات تدريب الأشبال.شارك في الحرب الأهلية اللبنانية وأصيب بجروح خطيرة غيرت مسار حياته، حيث تحول من مناضل عسكري إلى طبيب بعد تدريبه في الصين. أصبح مسؤولًا عن مستشفى الجليل، وشاهدًا على معاناة الفلسطينيين خلال حصار بيروت ومجزرة صبرا وشاتيلا. أحب امرأة تدعى شمس، لكنه اتُّهم بالتآمر على قتلها، مما جعله مهددًا بالانتقام من أهلها.
- نهيلة: زوجة يونس التي عانت من ألم الفراق وظروف الحياة الصعبة تحت الحكم العسكري، كانت تلتقي بزوجها سرًا في كهف "باب الشمس". اعترفت ليونس لاحقًا بمدى شقائها بسبب لقاءاتهما القليلة وسط معاناة يومية لا تنتهي.
- أم الحسن: الداية التي قامت بتوليد معظم أطفال المخيم، مما جعل الجميع يشعرون وكأنهم أبناؤها، عاشت معاناة الهجرة واللجوء، وظلت تحلم بالعودة إلى قريتها. عودتها إلى قريتها ولقاؤها بالمرأة الإسرائيلية التي سكنت بيتها كان من أكثر مشاهد الرواية تأثيرًا.
- شاهينة: جدة خليل، التي روت له قصص القرية والتهجير والقصف والدماء، جسدت معاناة الفلسطينيين الذين شُرّدوا من أراضيهم وعانوا من الخيبة عند محاولاتهم العودة.
- شمس: امرأة قوية ومستقلة أحبها خليل، لكنها قُتلت في ظروف غامضة، شخصيتها تقع ضمن النمط المتكرر في الأدب العربي للمرأة التي تعاني في زواجها ثم تتحول إلى شخصية قيادية مؤثرة.

## العلاقة بين الفرد والتاريخ في الرواية
تعكس الرواية العلاقة العميقة بين الفرد الفلسطيني والتاريخ من خلال استرجاع القصص وتوظيف الذاكرة كأداة لإعادة بناء الأحداث. فالتاريخ ليس مجرد خلفية للأحداث، بل هو عنصر فاعل يتجسد في حياة الشخصيات، حيث تتداخل مصائرهم مع التحولات الكبرى التي عصفت بالقضية الفلسطينية.
تقول الرواية أن الأفراد ليسوا مجرد ضحايا للتاريخ، بل هم جزء منه، يساهمون في تشكيله ونقله عبر الأجيال. من خلال الحكايات والذكريات، تصبح الشخصيات تجسيدًا حياً للهوية الفلسطينية، في مواجهة محاولات المحو والتزييف.

#### الفرد كامتداد للتاريخ
يظهر هذا الامتداد من خلال شخصية يونس أبو سالم، الذي يتحول من مقاوم فلسطيني في ثورة 1936 إلى قائد في حركة فتح، مجسّدًا بذلك رحلة الكفاح الفلسطيني عبر العقود. كذلك، فإن شخصية الدكتور خليل، التي شهدت مجازر وحروبًا متعددة، تعكس كيف يتشكل وعي الفرد الفلسطيني من خلال الصراعات والتراجيديا التي يفرضها التاريخ عليه.

#### الهوية والمكان
يُبرِز النص كيف يؤثر التاريخ في تشكيل الهوية الفردية والجماعية، كما يتجلى في عودة أم حسن إلى قريتها التي احتلتها عائلة يهودية، حيث تصبح ذاكرة المكان أداة لاستعادة التاريخ. فبينما يرى المحتل المكان كحيز جغرافي للاستيطان، تحمله أم حسن كذاكرة مليئة بالتفاصيل التي تمنح المكان هويته الحقيقية.

#### التاريخ كإطار للصراع الإنساني
تُعيد الرواية التأكيد على أن الصراع ليس مجرد مواجهة سياسية، بل هو صراع بين سرديتين؛ الأولى تسعى إلى طمس الحقائق وتغيير الأسماء، كما يظهر في تغييب أسماء الفلسطينيين الذين يسكنون بيت نعمان الناطور في عكا، بينما تسعى السردية الفلسطينية إلى تثبيت الذاكرة والتاريخ من خلال الحكايات التي تتناقلها الأجيال.

## التأثير الأدبي والسينمائي
تعتبر رواية باب الشمس من أجمل الروايات التي تناولت القضية الفلسطينية، وقد أدرجت ضمن قائمة اتحاد الكتاب العرب لأفضل 100 رواية عربية. في عام 2004، تم تحويل الرواية إلى فيلم سينمائي بعنوان باب الشمس: الرحيل والعودة، من إخراج يسري نصر الله، وبطولة باسل خياط، نادرة عمران، عروة نيربية وحلا عمران.